# RF-8

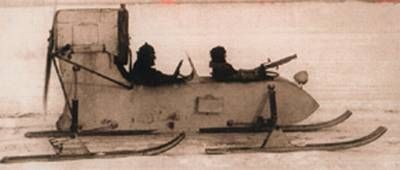
Aerosaně RF-8

Aerosaně RF-8 byly lehký typ saní, poháněných vrtulí, které užívala Rudá armáda ve druhé světové válce. Aerosaně měly široké využití - průzkum, zásobování, přepady, útočné operace. Sovětská armáda je využívala v zimních podmínkách tam, kde běžné dopravní prostředky neměly šanci. Známé jsou např. přepady letišť, která zásobovala obklíčené německé jednotky u Stalingradu.